# أمين عثمان
أمين عثمان وزير المالية المصري في حكومة الوفد (4 فبراير 1942-8 أكتوبر 1944) ورئيس جمعية الصداقة المصرية - البريطانية، تعرض للاغتيال من الجمعية السرية بعضوية الرئيس المصري السابق أنور السادات عندما كان ضابطا بالجيش إبان فترة حكم الملك فاروق، وقال الفريق سعد الدين الشاذلي أنّ وراء اغتياله الحرس الحديدي.

## مولده
ولد أمين عثمان في 28 نوفمبر عام 1898 بحي محرم بك في الإسكندرية، وكان والده يعمل سكرتيرًا عامًّا لبلدية الإسكندرية.

## تعليمه
تلقى تعليمه في كلية ڤيكتوريا بالإسكندرية، حيث كان متقدمًا في دراسته بها فكان بارزًا على أقرانه، وحصل على شهادة البكالوريا عام 1918، ثم حصل على شهادة الآداب مع درجة الشرف في التشريع، وسافر بعدها إلى إنجلترا في عام 1920 ليدرس القانون بجامعة أكسفورد.

## حياته
كان لتربيته وتعليمه دور في تشكيل شخصيته، فقد نشأ منذ صغره في أحضان التعليم الإنجليزي في مصر، ثم أكمل تعليمه في جامعات إنجلترا، في إنجلترا تعرف على الليدي كاترين جريجوري البريطانية وتزوجها. ما جعله يحظى في جميع مراحل حياته بحب الإنجليز.
ولقد أثارت نشأته الإنجليزية هذه حوله النقد الكثير، ووضعته في مواقف حرجة انتهت به إلى اغتياله... هل كان يعمل لصالح الإنجليز كلية، أم كان مصريًّا مرنًا استغل مرونته أو استغل المسئولون مرونته لصالح مصر فأساء نقاده فهمه؟

## أعماله
بعد أن أتم دراسته عاد إلى مصر، وعين في 13 يناير عام 1924 كاتبًا مؤقتًا بسكرتيرية اللجنة المالية في وزارة الأشغال العمومية، ثم نقل إلى قسم القضايا بنفس الوزارة، وتسلم عمله فيها بتاريخ 2 فبراير 1924.
وفي نفس السنة تقدم للحصول على إجازة لمدة ثلاثة أشهر ليسافر خلالها إلى باريس ليؤدي امتحانًا للحصول على درجة الدكتوراه في القانون، وقد تم له ذلك، وعاد في العاشر من مايو عام 1924 ليعين محاميًا في قلم قضايا الحكومة، وظل يشغل هذه الوظيفة إلى أن عين مفتشًا للمالية في 22 من يناير عام 1927.
وفي 11 يناير 1930 اختاره مكرم عبيد - وزير المالية في ذلك الوقت - مديرًا لمكتبه، ووافق مجلس الوزراء على ذلك وعلى منحه الدرجة الرابعة بجلسته التي عقدت بتاريخ 25 يناير 1930 برئاسة مصطفى النحاس، وقد صحب مكرم عبيد ضمن وفد مفاوضات النحاس إلى لندن في نفس العام كسكرتير له.
ندب أمين عثمان بعد ذلك ليعمل مفتشًا للمالية في الإسكندرية، وعضوًا في لجنة تحقيق وبحث نظام العمل بالبلدية بصفة مؤقتة اعتبارًا من 25 يوليو عام 1934، إلا أنه في 24 يوليو 1935 فصل من وزارة المالية ليعين مراقبًا عامًّا لإيرادات ومصروفات بلدية الإسكندرية.
وفي 27 فبراير عام 1936 عين سكرتيرًا لمجلس الشيوخ المصري، وبعد أقل من شهر (أي في 25 مارس من نفس السنة) عينه النحاس سكرتيرًا عامًّا لهيئة المفاوضات المصرية؛ نظرًا إلى سعة اطلاعه وذكائه.
وفي 27 مايو من نفس السنة عين مديرًا عامًّا لمصلحة الأموال المقررة، فوكيلاً لوزارة المالية، وتذكر الوثائق البريطانية أنه قام في هذه الفترة بدور ضابط الاتصال أو الوسيط بين النحاس والسفارة البريطانية؛ حيث كان مستشارًا للنحاس فيما يتعلق بالمفاوضات.
ونظرًا إلى جهوده في الوساطة منحه مجلس الوصاية المصري في 15 فبراير عام 1937 رتبة الباشوية؛ بمناسبة إبرام «معاهدة الصداقة والتحالف بين مصر وبريطانيا» المعروفة بمعاهدة 1936، ثم صدق مجلس الوصاية على منحه نيشان الصليب الأحمر الألماني من الدرجة الأولى في إبريل 1937.
وتصف الوثائق البريطانية أنه استمر خلال عام 1937 يقوم بدور القناة التي تربط بين السفارة البريطانية والنحاس.
ولما تولى علي ماهر رئاسة الوزراء عام 1939 صدر مرسوم ملكي بإحالة أمين عثمان - وكان وكيلاً لوزارة المالية آنذاك - إلى المعاش بتاريخ 20 أغسطس 1939، وذلك ضمن مجموعة من وكلاء الوزارات، وكانت إحالته إلى المعاش إحدى النقاط الهامة التي أثارتها المصادر البريطانية وحدث حولها الاحتكاك بين علي ماهر وبين السلطات البريطانية في مصر؛ فهو (أي أمين عثمان) الشخصية المصرية الموالية لبريطانيا.
وبعد إحالته إلى المعاش عين عضوًا في مجلس إدارة البنك الأهلي وتنقل بعد ذلك بين عدة مجالس إدارات شركات تجارية أخرى.
وفي عام 1942 لعب أمين عثمان دورًا كبيرًا أبرزه على الساحة السياسية من جديد، وكان من أبرز أسباب اغتياله.
ففي 4 فبراير عام 1942 تولت وزارة النحاس ناصية الحكم في البلاد، بعد أن قام أمين عثمان بدور الوسيط بين السفير البريطاني والنحاس والملك فاروق.
وطلب من الملك بعد ذلك أن يصدر مرسومًا ملكيًّا في 15 من نفس الشهر بتعيين أمين عثمان رئيسًا لديوان المحاسبة، ثم صدر مرسوم ملكي آخر بتاريخ 2 يونيو 1943 بتعيينه وزيرًا للمالية، ويعترف اللورد كيلرن السفير البريطاني في القاهرة آنذاك بأن هذا كان بناء على طلبه لتوفير الكفاءة اللازمة وإرضاء الجاليات الأجنبية في البلاد، التي أزعجتها البيانات المثيرة التي أدلت بها الوزارة، وكان أمر تغيير كامل صدقي وزير المالية الأسبق بأمين عثمان تحت دعوى «نقص كفاءة الأول» حسب تعبير السفير البريطاني.
وظل أمين عثمان وزيرًا للمالية حتى أقيلت الوزارة في أكتوبر 1944 وانصرف بعد ذلك إلى أعماله المالية.
أسس في عام 1945 (رابطة النهضة) التي كانت تضم خريجي كلية ڤيكتوريا التي تخرج منها، واتخذ مقرًّا له 24 شارع عدلي بالقاهرة - مكان اغتياله. وكان من أهم أغراض هذه الرابطة توثيق العلاقة بين البريطانيين والمصريين.

## حادثة اغتياله
بدأ التفكير في تنفيذ اغتيال أمين عثمان بانضمام عبد العزيز خميس ومحجوب علي محجوب إلى "رابطة النهضة"، التي كان يرأسها أمين عثمان، وكان الغرض من انضمامهما إليها هو رصد تحركات الفريسة، وتزويد أفراد الجمعية السرية بكافة المعلومات التي تتوافر عنه.
وفي مساء يوم السبت الخامس من شهر يناير 1946 ذهب عبد العزيز خميس ومحجوب علي محجوب في الساعة السادسة والنصف إلى نادي رابطة النهضة وظلا فيه (وذلك حسب الرواية التي نشرتها جريدة البلاغ) بينما انتظر حسين توفيق ومحمود يحيى مراد أمام باب الرابطة في انتظار قدوم سيارة أمين عثمان، وكان المتفق عليه بين أفراد الجمعية أن محمد أحمد الجوهري عند رؤيته السيارة يعطي حسين توفيق ومحمود يحيى مراد إشارة ببطارية لإطلاق الرصاص. وعند وصول السيارة دخل أمين عثمان «العمارة» وكان المصعد الكهربائي معطلاً، فصعد درجات السلم، وما أن تخطى الدرجة الثالثة حتى لاحظ وجود شخص عاري الرأس يتتبعه ويناديه باسمه، فلم يكد يلتفت نحوه حتى أطلق عليه ثلاث طلقات نارية فاضطر إلى الجلوس على السلم واستغاث، وخرج الجاني من باب العمارة، فارًّا في شارع عدلي إلى الجهة الشرقية ثم إلى ميدان إبراهيم باشا فشارع الملكة فريدة وهو يطلق النار من مسدسين - كان يحملهما - على الجماهير التي كانت مهرولة تتعقبه، حتى أفرغ ما فيهما من الرصاص، ثم ألقى نحو من كانوا يتعقبونه قنبلة يدوية، انفجرت في منطقة بأول شارع الملكة فريدة، فتوقفوا عن تعقبه، وتمكن من الفرار من شارع البيدق واختفى بين المارة.
وقد حمل أمين عثمان بعد إصابته إلى مكتب الأستاذين زكي عريبي وميخائيل غالي المحاميين الموجود في الدور الأول من نفس العمارة؛ لإجراء الإسعافات اللازمة، ثم نقل بعد ذلك إلى مستشفى مورو لاستكمال إسعافه.
وعند وصوله المستشفى طلب إبلاغ النحاس باشا بالحادثة، فحضر مسرعًا إلى المستشفى، كما حضر فؤاد سراج الدين، وكبار رجال الوفد، وغيرهم من مختلف الهيئات، كما أوفد السفير البريطاني (لورد كليرن) ياوره الخاص للاستفسار عن صحته، بل اتصل بالمستشفى عدة مرات للاستفسار.
وقد بذل الدكتور عبد الوهاب مورو وفريق الأطباء محاولات كثيرة لإنقاذه؛ ولكن دون جدوى، وقضى نحبه في منتصف الليل، ومثلت جثته للتشريح بواسطة الطبيب الشرعي.
وجاء في نتيجة تقرير الطبيب الشرعي أن الإصابات النارية ناشئة من ثلاث أعيرة نارية ذات السرعة العالية، أطلقت جميعها من الخلف للأمام ويميل من أسفل لأعلى، ومن مسافة تزيد عن متر لخلوها من آثار قرب أو إطلاق، وأن الوفاة ناشئة عن إصابة الرئة اليسرى والأمعاء الغليظة والدقيقة وما ترتب على ذلك من النزيف والصدمة العصبية.
المتهمون في القضية
كان المتهمون في هذه القضية 26 شخصًا، وكانت التهم الموجهة إليهم هي: قتل أمين عثمان، أو المشاركة في هذه الجريمة، أو القيام بجرائم فرعية متعلقة بالجريمة الأساسية.
ونذكر هنا أسماء الأشخاص المتهمين في القضية الأساسية:
1. حسين توفيق أحمد.
2. محمود يحيى مراد.
3. محمود محمد الجوهري.
4. عمر حسين أبو علي.
5. السيد عبد العزيز خميس.
6. محجوب علي محجوب.
7. محمد أنور السادات.
8. محمد إبراهيم كامل.
9. سعد الدين كامل.
10. نجيب حسين فخري.
11. محمد محمود كريم.

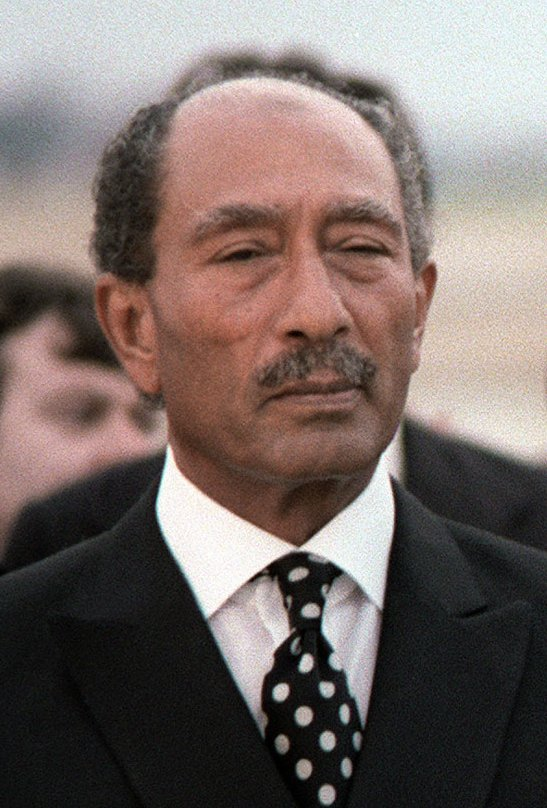
الرئيس السادات

اتهم الأول (حسين توفيق أحمد) بقتل أمين عثمان (في مساء 5 يناير سنة 1946 بدائرة قسم عابدين محافظة القاهرة) عمدًا مع سبق الإصرار والترصد، واتهم الثاني والثالث والرابع والخامس والسادس (محمود يحيى مراد، ومحمود أحمد الجوهري، وعمر حسين أبو علي، والسيد عبد العزيز خميس، ومحجوب علي محجوب) بالاشتراك مع المتهم الأول (حسين توفيق أحمد) في ارتكاب الجريمة بطريقي الاتفاق والمساعدة، كما اتهم السابع والثامن والتاسع والعاشر والحادي عشر (محمد أنور السادات، ومحمد إبراهيم كامل، وسعد الدين كامل، ونجيب حسين فخري، ومحمد محمود كريم) بالاشتراك مع المتهم الأول في ارتكاب الجريمة بطريق الاتفاق، كما اتهموا جميعًا بجرائم فرعية تعلقت بالجريمة الأساسية.

حكم المحكمة

حكمت المحكمة حضوريًّا:

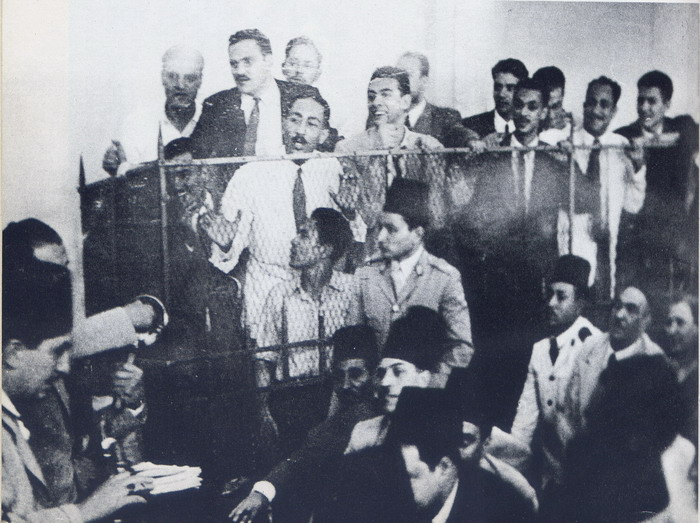
صورة من داخل المحاكمة

1. بمعاقبة المتهم الأول «حسين توفيق أحمد» بالأشغال الشاقة لمدة عشر سنوات.
2. بمعاقبة المتهمين (محمود يحيى مراد، ومحمود محمد الجوهري، وعمر حسين أبو علي، والسيد عبد العزيز خميس) بالسجن لمدة خمس سنين.
3. بمعاقبة محجوب علي محجوب بالسجن لمدة ثلاث سنوات.
4. بمعاقبة المتهم محمد محمود كريم بالحبس مع الشغل لمدة سنتين عن تهمة الاتفاق الجنائي، وببراءته من تهمة الاشتراك في قتل أمين عثمان.
5. براءة كل من (محمد أنور السادات، ومحمد إبراهيم كامل، وسعد الدين كامل، ونجيب حسين فخري).

وقد وجدت بيانات في نهاية الحكم - من المقطوع به أنها أضيفت في تاريخ لاحق - تفيد صدور أمر ملكي بالعفو عن المتهمين الثاني والثالث والرابع والخامس والسادس والحادي عشر.

## وصلات خارجية
- قضية رأى عام->قضية اغتيال أمين عثمان وزير المالية 1946، الأهرام، 26 سبتمبر 2010